# Sandøy
Sandøy és un municipi situat al comtat de Møre og Romsdal, Noruega. Té 1.270 habitants (2016) i té una superfície de 20.42 km². El centre administratiu del municipi és el poble de Steinshamn.